# Anthophora rivolleti
Anthophora rivolleti är en biart som beskrevs av Pérez 1895. Anthophora rivolleti ingår i släktet pälsbin, och familjen långtungebin. Inga underarter finns listade i Catalogue of Life.